# Самотокин, Борис Александрович
Бори́с Алекса́ндрович Самото́кин (24 июля 1915 — 2 ноября 1994) — советский нейрохирург, военный медик, доктор медицинских наук, профессор, генерал-майор медицинской службы (1975), главный нейрохирург Министерства обороны СССР. Герой Социалистического Труда (1979), лауреат Государственной премии СССР (1985), заслуженный деятель науки РСФСР.

## Биография
Родился в Петрограде в семье рабочего. С 1934 года по 1938 год Военно-медицинской академии, затем перешёл на 5-й курс в 3-й Ленинградский медицинский институт, который окончил с отличием в 1939 году. С 1939 года по октябрь 1941 года работал нейрохирургом в Ленинградском нейрохирургическом институте.
27 октября 1941 года был призван в  Рабоче-крестьянскую Красную армию Ленинским районным военным комиссариатом города Ленинграда. Во время блокады Ленинграда в эвакогоспиталях в должности нейрохирурга и заведующего отделением, затем был нейрохирургом 67-й и 8-й армий. В период с 12 по 31 января 1943 года в качестве начальника нейрохирургического отделения отделения эвакуационного лично прооперировал свыше 150 раненых в череп и спиной мозг из числа наиболее тяжёлых, и, как отмечено в наградном листе на орден Красной Звезды, дал «образец хирургического искусства, знаний и находчивости».
За время войны лично выполнил 3 тысячи операций у раненых в череп, головной мозг, позвоночник и спинной мозг.
С 1945 года по 1956 год работал на кафедре факультетской хирургии Военно-медицинской академии. После организации самостоятельной кафедры нейрохирургии был назначен старшим преподавателем, а затем начальником этой кафедры (был руководителем этой кафедры вплоть до 1982 года). Под руководством и при активном содействии Самотокина на кафедре успешно решались проблемы хирургического лечения сосудистых мальформаций головного мозга, причём в то время работы в этом направлении признаны приоритетными не только у нас в стране, но и за рубежом.

Могила Самотокина на Богословском кладбище Санкт-Петербурга.

В послевоенные годы Борисом Александровичем было выполнено более 3000 сложных нейрохирургических операций, он внёс большой вклад в развитие военной нейрохирургии, организовал систему специализированной помощи в Вооружённых Силах СССР. Также защитил кандидатскую диссертацию, которая была посвящена лечению при ликворных свищах после огнестрельных черепно-мозговых ранений.
Указом Президиума Верховного Совета СССР от 15 февраля 1979 года Самотокину Борису Александровичу было присвоено звание Героя Социалистического Труда.
Борис Александрович опубликовал свыше 200 научных работ, посвящённых главным образом разработке методов диагностики и лечения боевой нейротравмы и организации специализированной нейрохирургической помощи, вопросам ангионейрохирургии и оперативному лечению опухолей головного и спинного мозга. В период руководства кафедрой Самотокин содействовал оснащению её новейшим оборудованием, наладил научно-исследовательскую работу, хорошо организовал учебный процесс. Он участвовал в создании руководств и учебников по нейрохирургии для слушателей академии и врачей-нейрохирургов.
Более двадцати лет Самотокин занимал должность главного нейрохирурга Министерства обороны СССР. Избирался заместителем председателя Всесоюзного научного общества нейрохирургов, является членом редколлегии журнала «Вопросы нейрохирургии».
Жил в Санкт-Петербурге. Умер в 1994 году. Похоронен на Богословском кладбище в Санкт-Петербурге.

## Награды и звания
- Герой Социалистического Труда (Указ Президиума Верховного Совета СССР от 15 февраля 1979 года, орден Ленина и медаль «Серп и Молот»)
- Два Ордена Красной Звезды (3 апреля 1943 года, …)[2]
- Орден «Знак Почёта»[1]
- медали СССР, в том числе:
  - Медаль «За боевые заслуги»
  - Медаль «За оборону Ленинграда»[3]
  - Медаль «В ознаменование 100-летия со дня рождения Владимира Ильича Ленина»
- Государственная премия СССР (1985, в коллективе) — за разработку и внедрение в практику методов хирургического лечения аневризм сосудов головного мозга[1]
- Заслуженный деятель науки РСФСР[1]
- Премия имени Н. Н. Бурденко Президиума АМН СССР
- Почетный член научных нейрохирургических обществ Ленинграда, Москвы и Московской области, Белоруссии, прибалтийских республик СССР, Новосибирской области, Болгарии, Монголии